# ساختن نور
«ساختن نور» (به انگلیسی: The ConstruKction of Light) آلبومی از گروه موسیقی پراگرسیو راک کینگ کریمسون است که در سال ۲۰۰۰ میلادی منتشر شد.